# Classe Fidonissi
La classe Fidonissi (en russe : Фидониси) est une classe de destroyers de la Marine impériale de Russie destinée à la Flotte de la mer Noire. La classe Fidonissi tire son nom du grec antique Φιδονήσι / Phidonísi, en référence à la bataille navale de l'île des Serpents (1788). Il s'agit d'une version améliorée de la classe Derzky.
Les navires de cette classe ont combattu dans la Première Guerre mondiale, la guerre civile russe et la Seconde Guerre mondiale. Huit unités ont été construites.

## Liste des navires de la classe
Tous ont été construits au chantier naval de Nikolaïev (aujourd’hui Mykolaïv en Ukraine) et sont nommés d'après des batailles des guerres russo-turques.
| Nom                            | Lancement    | Sort                                                                           |
| ------------------------------ | ------------ | ------------------------------------------------------------------------------ |
| Fidonissi                      | 31 mai 1916  | Sabordé le 16 juin 1918                                                        |
| Gadjibeï                       | 27 août 1916 | Sabordé le 16 juin 1918                                                        |
| Kaliakria - renommé Dzerjinski | 27 août 1916 | Sabordé en 1918, réparé par la Marine soviétique en 1925, coulé le 13 mai 1942 |
| Kertch                         | 31 mai 1916  | Sabordé le 16 juin 1918                                                        |
| Korfou - renommé Jelezniakov   | 1924         | Démantelé en 1956                                                              |
| Levkas - renommé Chaoumian     | 1924         | Donné à la Marine bulgare[réf. nécessaire], coulé le 10 avril 1942             |
| Tserigo                        | 1917         | Évacué avec la Flotte de l'Armée blanche à Bizerte, démantelé en 1924          |
| Zante - renommé Nezamojnyk     | 1917         | Sabordé en 1919, remis en service en 1923, démantelé dans les années 1950      |

## Sources et bibliographie
- (en) Robert Gardiner et Randal Gray, Conway's All the World's Fighting Ships (1906-1921), 1985 [détail de l’édition]
- (en) Robert Gardiner et Roger Chesneau, Conway's All the World's Fighting Ships (1922-1946), 1980 [détail de l’édition]
- (en) M.J. Whitley, Destroyers of World War II, Londres, Arms & Armour, 1999, 320 p. (ISBN 1-85409-521-8, OCLC 46505277)